# روبرت تايلور (عالم سياسة)
روبرت تايلور (بالإنجليزية: Rupert Taylor)‏ هو عالم سياسة جنوب أفريقي، ولد في 1958.